# بيتسيليو
بيتسيليو (بالفرنسية: Betsileo)‏ هي مجموعة عرقية في مدغشقر، وهي ثالث أكبر نسبة من حيث عدد السكان، حيث يبلغ عددهم حوالي 1.5 مليون نسمة وتشكل حوالي 12.1 في المئة من السكان. اختاروا اسمهم أي بيتسيليو، والذي يعني "العديد من الأشياء التي لا تُقهر"، بعد الغزو الفاشل للملك راميتراهو من مملكة منابي في أوائل القرن التاسع عشر.

## الأرض
يشغل شعب بيتسيليو جنوب هضبة مدغشقر. تمتد أراضيهم التقليدية من شمال نهر مانيا في الشمال حتى سفح جبال أندرينغيترا ماسيف جنوبًا؛ ومن سلسلة بونغولافا غربًا إلى الغابة الشرقية شرقًا التي تشغلها قبيلة تانالا. تقع معظم أراضي بيتسيليو ضمن حدود مقاطعة مدغشقر في فيانارانتسوا حيث تقع عاصمتهم التي تحمل نفس الاسم.
تنقسم أرضهم وشعبهم تقليديًا إلى ثلاثة أجزاء رئيسية. بيتسيلو الشمالية (أو فيساكانا) محددة بواسطة نهري إيفاتو وماناندونا في الشمال ونهري ساهانيفوري ومانيا في الجنوب. تقع أرض بيتسيليو الوسطى (أو ماناندريانا) بين نهري إيفاتو وماتسياترا. أرض بيتسيليو الجنوبية هي كل أرض بيتسيليو إلى الجنوب من نهر ماتسياترا (إساندرا، لالانغينا، أيارندرانو، أندرينغيترا).

## نبذة تاريخية
كانت الممالك المختلفة لبيتسيليو (فاندريانا وفيساكانا وماناندريانا وإساندرا الخ) موجودة بشكل مستقل عن بعضها مع أعراف شفهية يعود تاريخها إلى القرن السابع عشر. وفي نهاية المطاف تم غزوها جميعًا وأُعيد تنظيمها من قبل راداما الأول. اتُّخذ جزء كبير من شعب بيتسيليو عبيدًا وأُتجِر بهم محليًا أو بيعوا لتجار الرقيق الأوروبيين. جعل راداما الأول من فيانارانتسوا العاصمة الإدارية لشعبي بيتسيليو الأوسط والجنوبي. كان الشعب الشمالي تابعًا لأنتسيرابي. بهذا يكون شعب بيتسيلي قد بدأ كمجموعة في القرن التاسع عشر كتقسيم فرعي إداري من قبل حكومة مدغشقر. 

## المجتمع
ترتبط هوية بيتسيليو ارتباطًا وثيقًا بثقافة شعب ميرينا، إذ إن كلا الجماعتين من قاطني المرتفعات. يتحدد الهيكل الاجتماعي لبيتسيليو بنظام قرابة معقد للغاية. ثمّة رابطة وثيقة بين أفراد الاسرة متغلغلة في المجتمع لتصل لمستوى الأدوار والوظائف الادارية، إذ أن معظم أفراد الاسرة هم ملزمون بالانضمام إلى أقاربهم في مهنة الاسرة. ثمّة أيضًا تركيز كبير على دور المسنين بصفتهم قادة المجتمع. وكثيرًا ما يكون لشيوخ المجتمعات المحلية سلطة أكبر من أولئك الذين يشغلون مناصب حكومية رسمية.

### الانتماء الطبقي
مجتمع بيتسيليو متأثر بتاريخ طويل من العبودية خلال الاستعمار الفرنسي قبل إبطالها. يمتلك شعب بيتسيليو نظامًا معقدًا من المنظمات الاجتماعية يتحدد من خلال عدد من الطبقات. تتحدد بنية الوضع الاجتماعي لشعب «بيتسيليو» بشكل أساسي وفقًا لأسلاف أسرة الفرد. كان الوضع الاجتماعي تاريخيًا منقسمًا بين طبقة أندريانا (النبلاء)، وهوفا (العوام الأحرار) وأنديفو (العبيد)، وتُعتبر الأخيرة مصطلحًا يصم أدنى طبقة اجتماعية في مجتمع بيتسيليو المعاصر.

### الانتماء الديني
مذ وصول المبشرين الأوروبيين في القرن التاسع عشر، اعتنق جزء كبير من سكان مدغشقر الديانة المسيحية. نحو 94% من شعب بيتسيليو مسيحيون، ينتمي معظمهم إما للبروتستانتية أو الكاثوليكية، ولكن الكثير من تقاليد أسلافهم ومعتقداتهم الدينية يمكن ملاحظتها إلى الآن غالبًا جنبًا إلى جنب أو بالتنسيق مع الممارسات المسيحية. آمنت معتقدات بيتسيليو ما قبل المسيحية بعالم خارق للطبيعة من أرواح الأسلاف والأشباح وأرواح الطبيعة بصورة مشابه للأرواحية المتّبعة في أجزاء أخرى من العالم. آمنوا أيضًا بإله خالق يُدعى زاناهاري مازالوا يتضرعون إليه لأغراض احتفالية. أسفرت التأثيرات المتنافسة للديانات التوحيدية الأوروبي والدين الأصلي في مدغشقر عن بزوغ نظام فريد من العادات الدينية يجمع بين الممارسات المسيحية والمبادئ التقليدية في المراسم والمعتقدات.
واحدة من أهم مراسم بيتسيليو التي مازالت تُقام هي فاماديهانا أو «تقليب العظام»، حيث يخرجون جثث أسلافهم من قبورهم ثم يلفونها في قماش جديد ويحتفلون بها. يمكن رؤية احتفالات دينية مشابهة أيضًا لدى جماعة توراجا في سولاوسي الجنوبية وشعب الداياك في كليمنتان وفي أماكن أخرى عديدة في إندونيسيا.

## اللغة
يتحدث شعب بيتسيليو إحدى لهجات اللغة الملغاشية، وهي فرع من مجموعة اللغات الملايو بولينيزية المستمدة من لغات باريتو المحكية في جنوب بورنيو.

## الاقتصاد
يشتهر بيتسيليو بأصولهم الزراعية وبراعتهم كمزارعين. تُعتبر الركيزة الاقتصادية الرئيسية لهذه البلدان هي زراعة الأرُزّ وهو غذاء أساسي في مدغشقر. إن حجم ومحصول الأرُزّ لكل أسرة غالبًا ما يحدد ثروة تلك الأسرة.

## وصلات خارجية
- Research among the Betsileo
- People of Tsaranoro
- Betsileo Cultural Facts
- Betsileo Population Facts